# ببر مازندران (فیلم)
ببر مازندران فیلمی به کارگردانی ساموئل خاچیکیان، نویسندگی منوچهر کی مرام محصول سال ۱۳۴۷ خورشیدی (۱۹۶۸ میلادی) است. ببر مازندران محصول استودیو میثاقیه به تهیه‌کنندگی مهدی میثاقیه است.
امامعلی حبیبی که کشتی‌گیر تیم ملی ایران بود، برای نخستین بار در این فیلم به روی صحنه رفت.

## داستان فیلم
حبیب هیزم شکن و کشتی‌گیر جوانی است که بشیرخان و افرادش با او درگیری دارند. حبیب در مراسم کشتی محلی با بلور و حسین غول می‌رود و به مقام قهرمانی می‌رسد و برای انجام مسابقه‌ای به مشهد سفر می‌کند. قبل از شروع مسابقه به زیارتگاه می‌رود و به پیرزنی برمی‌خورد که آرزو دارد پسرش کیوان در مسابقه کشتی پیروز شود تا در نزد خانوادهٔ نامزدش احساس سرافکندگی نکند. روز مسابقه حبیب شکست می‌خورد و از دلیل شکستش فقط مادر کیوان اطلاع دارد که او را می‌ستاید. دوستان حبیب به تصور این که او در ازای پول مسابقه را باخته‌است او را از خود می‌رانند. حبیب به زادگاهش بازمی‌گردد و در آن جا متهم می‌شود که از لاله دختر نابینایی هتک حرمت کرده‌است. اهالی روستا و نامزدش ستاره او را سرزنش و سنگسار می‌کنند. پیرزن که به بی گناهی حبیب ایمان دارد با فرزندش و بلور به زادگاه حبیب می‌روند و از حبیب دفاع می‌کنند. لاله با شنیدن صدای بشیرخان او را به عنوان متجاوز معرفی می‌کند. بشیر و افرادش دستگیر می‌شوند و در مسابقه‌ای دیگر بین حبیب و کیوان، حبیب پیروز می‌شود.

## بازیگران
اسامی بازیگران فیلم ببر مازندران به شکل* و ترتیب نمایش در عنوان‌بندی آغازین فیلم   :
1. امامعلی حبیبی در نقش حبیب
2. نیکو [صفایی] به نقش ستاره
3. نیلوفر (شهین خلیلی) در نقش لاله
4. حبیب‌الله بلور در نقش بلور
5. ایران دفتری در نقش مادر کیوان
6. ناصر کوره‌چیان به نقش بشیرخان
7. رستم خانی
8. خسرو وزیری
9. حسین ملاقاسمی در نقش ملاقاسمی
10. منیره نجاتی
11. ابوالفضل موسوی
12. فرخ‌لقا هوشمند در نقش مادر حبیب
13. محمود تهرانی
14. عباس ناظری‌نیک
15. ابوالفضل حسین‌پور به نقش حسین غول، با معرفی قهرمان کشتی ایران:
16. موسوی، با معرفی قهرمان کشتی ایران:
17. داریوش طلایی به نقش کیوان

سایر بازیگران که در عنوان‌بندی نیامده‌اند:
1. امیر احمدی

1. رضا هوشمند
2. محمد رضوی
3. حسن دانش‌نیا
4. اسدالله یکتا

* اسامی داخل کروشه و پرانتز در عنوان بندی و یا پوستر درج نشده‌اند، به معنی که این بازیگران در زمان خود به این نامها شهرت داشته‌اند

## نمایش فیلم
فیلم «ببر مازندران» برای بار نخست در تاریخ چهارشنبه ۴ اردیبهشت سال ۱۳۴۷ خورشیدی در ۱۲ سینما در تهران و همزمان در شهرستانها به نمایش درآمد. این فیلم جایگزین فیلم مرد دو چهره در گروه سینمایی اونیورسال شد.
سینماهای نمایش‌دهنده فیلم ببر مازندران در تهران، در گروه سینمایی اونیورسال شامل اونیورسال، پاسیفیک، رویال، ایران، تهران، الوند، لیدو، نپتون، ژاله، پاسارگاد، مونت کارلو و آستارا تجریش بودند.
سینماهای نمایش‌دهنده فیلم ببر مازندران در شهرستانها شامل پارس، پارامونت و مترو در شیراز، کریستال و متروپل در تبریز، فردوسی و هما در مشهد، شیرین، ایران و متروپل در آبادان، آریا و ساحل در اهواز، داریوش و سانترال در بابل، چهارباغ و مهتاب در اصفهان بودند.
فیلم ببر مازندران، پس از دوهفته نمایش در تهران، در گروه سینمایی اونیورسال در تاریخ چهارشنبه ۱۸ اردیبهشت ۱۳۴۷ جای خود را به فیلم هفت دختر برای هفت پسر (محمد متوسلانی) در این گروه سینمایی داد.
الهام اکراموف، سفیر وقت ازبکستان در ایران، که در آذر ماه سال ۱۳۹۱ خورشیدی به ملاقات امامعلی حبیبی رفته بود، گفت: «در همه ایالات شوروی سابق، فیلم ببر مازندران از سینماها پخش می‌شد. روزی ماشین پخش فیلم به محله ما آمد، خیلی شلوغ شده بود و بلیط هم به سختی به دست می‌آمد آن روز را هرگز فراموش نمی‌کنم، فیلم ببر مازندران که امامعلی در آن با یک ببر مبارزه می‌کرد، خیلی دیدنی بود و از آن زمان قهرمان فیلم ببر مازندران قهرمان رویاهای کودکی‌ام شد، به عشق امامعلی چند سال کشتی‌گیر شدم ولی بعدها به خاطر فشار درس این رشته ورزشی را ترک کردم و دیپلمات شدم و امروز به خاطر تجدید خاطرات کودکی بسیار خوشحالم.»

پشت صحنه فیلم ببر مازندران، ار راست داریوش طلایی، ساموئل خاچیکیان (کارگردان)، نیکو صفایی، نیلوفر و اسدالله یکتا

## گروه موسیقی
- انتخاب موسیقی متن: روبیک منصوری
- آهنگساز: انوشیروان روحانی
- خواننده: مهستی
- شاعر: اسماعیل نواب صفا

### ترانه‌های فیلم:
- ترانه‌ی چرا چرا؟ با صدای مهستی و آهنگسازی و تنظیم انوشیروان روحانی که بر روی صفحه ۴۵دور با لیبل رویال منتشر شده است. [۱۲][۱۳]